# Joan Fontaine
Joan de Beauvoir de Havilland, známá jako Joan Fontaine (22. října 1917, Tokio – 15. prosince 2013, Carmel Highlands), byla americká filmová a divadelní herečka.

## Život

### Mládí
Narodila se 22. října 1917 v Tokiu v tehdejším Japonském císařství. Oba její rodiče byli původem z Británie. Její otec, Walter de Havilland, byl profesor angličtiny na Tokijské univerzitě a její matka, Lilian Augusta Fontaine de Havilland (rodným jménem Ruseová) byla divadelní herečka vystupující pod jménem „LIllian Fontaine“. V roce 1919 se však její rodiče rozešli a o šest let později oficiálně rozvedli.
Na radu lékaře se matka s oběma dcerami (Joan měla starší sestru Oliviu de Havilland, později také slavná herečka) odstěhovala do Spojených států amerických. Joan byla totiž po prodělaných spalničkách a nákazou streptokokem diagnostikována anémie. Její zdravotní stav se však během dospívání výrazně zlepšil.
Matka se s dcerami usadila ve městě Saratoga v Kalifornii, kde se Joan vzdělávala na místní střední škole Los Gatos a docházela i na hodiny dikce (správný způsob mluvy a vyslovování). V 15 letech se však vrátila zpět do Tokia, kde žila se svým otcem a navštěvovala také zdejší školu pro Američany, kde absolvovala v roce 1935.

### Kariéra
Po dvouletém pobytu v Japonsku se vrátila zpět do Ameriky, kde už její sestra mezitím budovala úspěšnou kariéru divadelní herečky. Joan dlouho neváhala a také se přidala k divadelnímu sboru nejprve v San Jose a později v Los Angeles. Na divadelních prknech debutovala v roce 1935 ve hře Call It A Day. V té době se párkrát objevila také na Broadwayi.
Téhož roku se však dostala i do filmu a na stříbrném plátně debutovala komedií Ženy a milenky v produkci studia Metro-Goldwyn-Mayer (MGM). Svou další roli dostala o rok později v nezávislém nízkorozpočtovém filmu A Million to One a krátce poté již podepsala smlouvu se studiem RKO Pictures. Hned v jejím prvním snímku Quality Street se objevila po boku hvězdy studia Kathariny Hepburnové a dál už ve své kariéře šla jen vpřed. Studio v ní vidělo novou hollywoodskou hvězdu a krátce na to ji obsadilo do hlavní role v dramatu The Man Who Found Himself, kterou brzy následoval muzikál A Damsel In Distress, kde si zahrála poprvé po boku Freda Astaira místo jeho tradiční partnerky Ginger Rogersové. Z filmu se však stal velký propadák. Joan se nejlépe uplatnila v mnoha komediích jako například Maid's Night Out (1938), Blond Cheat (1938) či Sky Giant (1938).
Po krátkém zapůjčení producentovi Edwardu Smallovi do snímku The Duke of West Point (1938) ji RKO obsadilo do velice úspěšné válečné komedie Gunga Din, kde se jejím filmovým partnerem stal Douglas Fairbanks Jr. V roce 1939 jí však vypršela platnost smlouvy, ale také se poprvé vdala za herce Briana Aherneho.
Velký zlom v její kariéře nastal jednoho večera, kdy se na večeři ocitla vedle významného producenta Davida O. Selznicka, se kterým začala diskutovat o románu anglické spisovatelky Daphne du Maurier – Rebecca. Selznick ji nakonec pozval na konkurz, kde si svou roli dokázala vybojovat i přes konkurenci stovek dalších hereček.
Oscarový snímek Mrtvá a živá se následně dočkal nadšených recenzí a Joan byla dokonce nominována na Oscara nejlepší herečku v hlavní roli. Sošku si však toho roku nakonec odnesla Ginger Rogersová za drama Slečna Kitty (1940). Následujícího roku se dočkala i Joan a jejího prvního Oscara jí vynesl snímek Podezření (1941), který byl stejně jako Rebecca režírován Alfredem Hitchcockem. Jean se touto dobou již řadila mezi největší hvězdy Hollywoodu a zájem o ni začaly projevovat i ostatní velká filmová studia.
Jako první si ji vypůjčilo studio 20th Century Fox a obsadilo ji po boku Tyrone Powera do romantického dramatu This Above All (1942). Hned na to se objevila ve snímku The Constant Nymph studia Warner Bros. a zahrála si i hlavní roli ve zpracování románu Charlotty Brontëové Jana Eyrová (1944), které bylo následně prodáno studiu Fox.
Po zkušenosti v další adaptaci románu Daphne du Maurier Frenchman's Creek (1944) raději odmítla Selznickovu nabídku na další „ubrečené“ romantické drama I'll Be Seeing You (1944), za což ji po následujících osm měsíců suspendoval. Nakonec se jí podařilo získat roli ve komedii The Affairs of Susan (1945) v produkci studia Paramount. K RKO se však vrátila a pokračovala dalším dramatem From This Day Forward (1946).
V srpnu 1946 se svým manželem Williamem Dozierem založila vlastní produkční společnost Rampart Productions a v únoru 1947 se se Selznickem dohodla, že pro RKO již bude nadále točit pouze jeden snímek ročně. Svůj první snímek Ivy v produkci vlastního studia jí příliš nadšené recenze nevynesl, avšak druhým snímkem Dopis neznámé (1948) na sebe opět skvěle upozornila a film je dodnes považován za klasiku a jeden z nejlepších výkonů její kariéry. Téhož roku si opět odskočila na natáčení komedie The Emperor Waltz ke studiu Paramount a hned poté se vrhla na další snímek podobného žánru You Gotta Stay Happy, v produkci studia Universal.
Na přelomu 40. a 50. let přebíhala od studia ke studiu a natočila mnoho dalších snímku, mezi něž patří například krimi drama Kiss the Blood Off My Hands (1948), September Affair (1950) či Something to Live For (1952). U RKO se v roce 1950 ve film-noiru Born to Be Bad představila i jako femme fatale. Další velký úspěch zaznamenala v historickém dramatu Ivanhoe (1952), tentokrát pro změnu v produkci studia MGM.
Po dalším film-noiru Bigamista (1953) se začala objevovat i v televizních pořadech jako Four Star Playhouse, Ford Theatre, Star Stage a v mnoha dalších. O rok později získala kladné recenze za účinkování ve hře Tea and Sympathy na Broadwayi a po několik následeujících měsíců také koncertovala. Jejím dalších velkým hitem se stal v roce 1957 snímek Island in the Sun, po boku Paula Newmana se následně objevila v Until They Sail studia MGM a dekádu završila dalším dramatem A Certain Smile (1958).

### Závěr kariéry a stáří
Během 60. let se věnovala hlavně práci v televizi a v říjnu 1964 se vrátila zpět na Broadway. O dva roky později také debutovala v hororu The Witches (1966) a dál vystupovala v několika hrách na jevištních prknech. Až v roce 1975 se vrátila zpátky do Hollywoodu a objevila se v jedné speciální epizodě seriálu Cannon. Po televizním filmu The Users (1978) byla roku 1980 za účinkování v seriálu Ryan's Hope dokonce nominována na cenu Emmy. V roce 1978 také vydala svou autobiografii „No Bed of Roses“ a o čtyři roky později odcestovala do Berlína kde se stala prezidentkou poroty na Berlínském mezinárodním filmovém festivalu.
Krátce poté se po 25 letech přestěhovala zpátky do Carmel-by-the-sea v Kalifornii a dál se věnovala natáčení filmů a seriálů. Svou poslední roli si zahrála v roce 1994 ve filmu Dobrý král Václav.
Za svůj přínos filmovému průmyslu si vysloužila hvězdu na Hollywoodském chodníku slávy. 
Joan Fontaine zemřela ve spánku 15. prosince 2013 ve věku 96 let ve svém domě v Carmel Highlands. 

## Osobní život
Od narození měla britské občanství a od dubna 1943 se stala i občankou Spojených států amerických.
Byla čtyřikrát vdaná a rozvedená. Její prvním manželem se v roce 1939 stal anglický herec Brian Aherne, se kterým se rozvedla již o dva roky později. Dne 2. května 1946 se vdala podruhé, tentokrát za filmového producenta Williama Doziera, se kterým se jí v roce 1948 narodila dcera Deborah Leslie Dozierová. O rok později se však manželé rozešli a v roce 1950 podala Joan žádost o rozvod. Ten však byl uskutečněn až v lednu 1951.
Jejím třetím manželem se 12. listopadu 1952 stal producent a spisovatel Collier Young. Rozešli se v květnu 1960 a v listopadu podala Joan opět žádost o rozvod. Oficiálně se rozvedli v lednu 1961. Naposledy se vdala 23. ledna 1964 za golfového reportéra Alfreda Wrighta Jr. I s ním se však po pěti letech rozvedla.
Po nějakou dobu také udržovala blízký vztah s politikem a diplomatem Adlai Stevensonem a údajně měla během prvního manželství i poměr s hercem a producentem Johnem Housemanem, se kterým dokonce plánovala svatbu.
Na filmovém festivalu v Jižní Americe se v roce 1951 setkala se čtyřletou peruánskou dívkou Martitou a rozhodla se ji neformálně adoptovat. Martitini rodiče to Joan dovolili, chtěli, aby mělo jejich dítě lepší život. Joan jim také slíbila, že až dosáhne 16 let, pošle ji zpět k rodičům. Na to však nikdy nedošlo a jakmile Martita požadovaného věku dosáhla, odmítla letenky do Peru a utekla.

## Filmografie
- 1937 Quality Street (režie George Stevens)
- 1937 The Man Who Found Himself (režie Lew Landers)
- 1937 You Can't Beat Love (režie Christy Cabanne)
- 1937 Music for Madame (režie John G. Blystone)
- 1938 Maid's Night Out (režie Ben Holmes)
- 1938 Blond Cheat (režie Joseph Santley)
- 1938 Sky Giant (režie Lew Landers)
- 1938 The Duke of West Point (režie Alfred E. Green)
- 1940 Mrtvá a živá (režie Alfred Hitchcock)
- 1941 Podezření (režie Alfred Hitchcock)
- 1942 This Above All (režie Anatole Litvak)
- 1943 The Constant Nymph (režie Edmund Goulding)
- 1943 Jana Eyrová (režie Robert Stevenson)
- 1944 Frenchman's Creek (režie Mitchell Leisen)
- 1945 The Affairs of Susan (režie William A. Seiter)
- 1946 From This Day Forward (režie John Berry)
- 1947 Ivy (režie Sam Wood)
- 1948 Dopis neznámé (režie Max Ophüls)
- 1948 The Emperor Waltz (režie Billy Wilder)
- 1948 You Gotta Stay Happy (režie H.C. Potter)
- 1948 Kiss the Blood Off My Hands (režie Norman Foster)
- 1950 September Affair (režie William Dieterle)
- 1950 Born to Be Bad (režie Nicholas Ray)
- 1951 Darling, How Could You! (režie Mitchell Leisen)
- 1952 Something to Live For (režie George Stevens)
- 1953 Decameron Nights (režie Hugo Fregonese)
- 1953 Flight to Tangier (režie Charles Marquis Warren)
- 1953 Bigamista (režie Ida Lupinová)
- 1957 Island in the Sun (režie Robert Rossen)
- 1966 The Witches (režie Cyril Frankel)

## Galerie

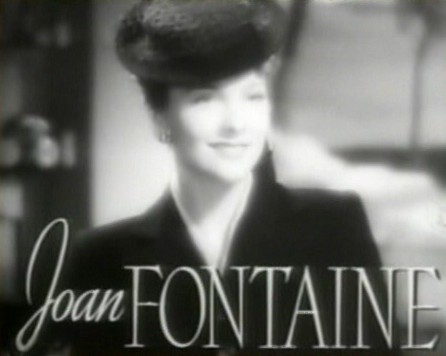
The Women (1939)
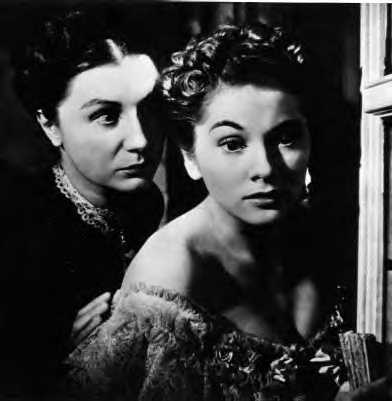
S Judith Andersonovou, Rebecca (1940)
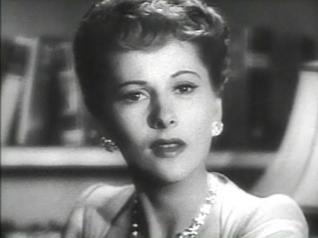
Suspicion (1941)
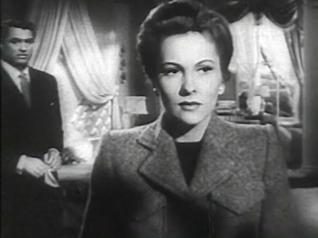
Suspicion
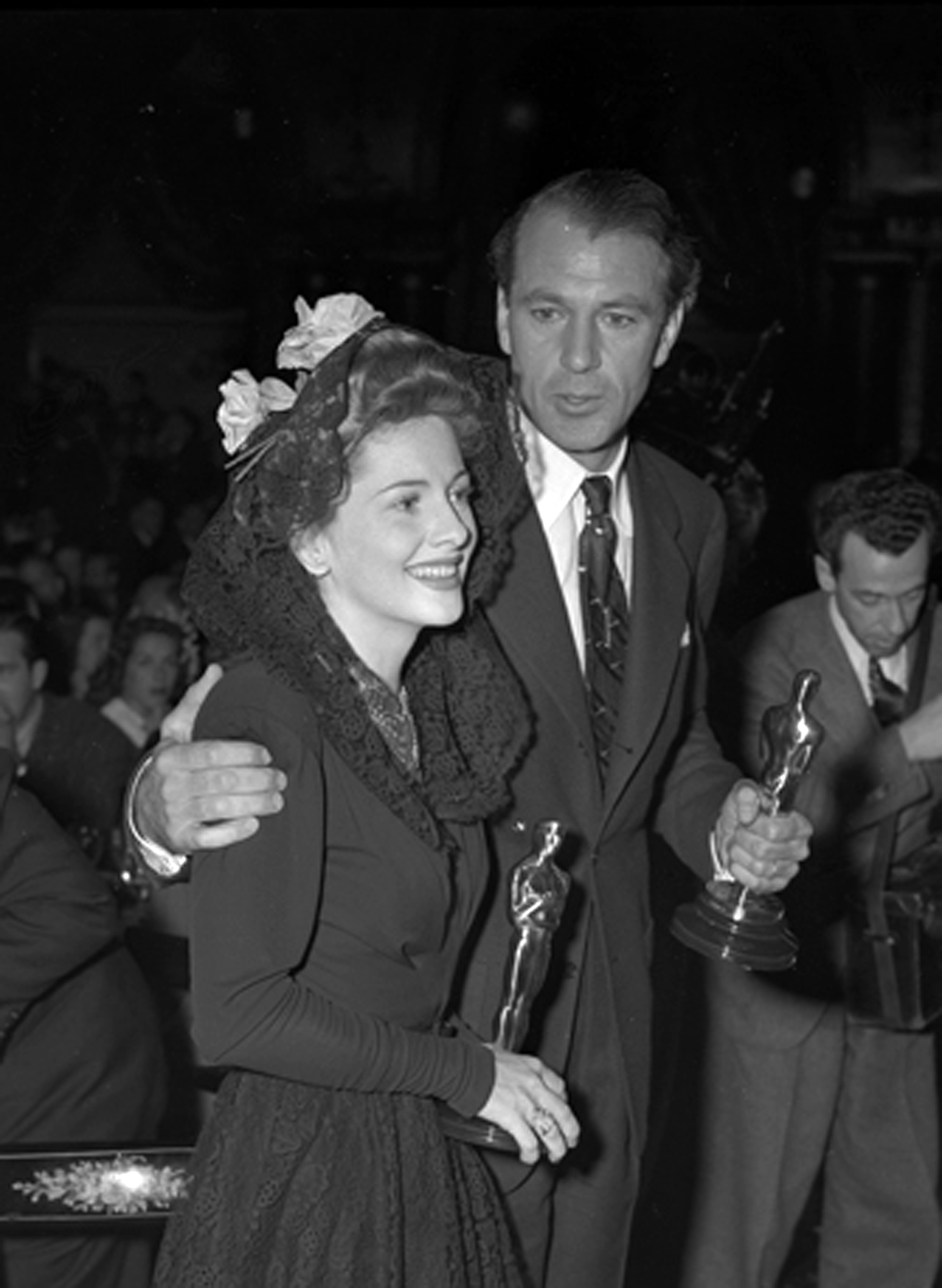
S Gary Cooperem na Academy Awards, 1942
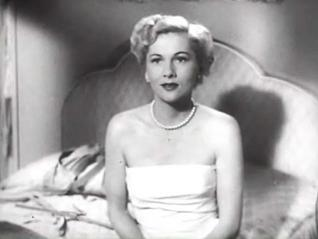
Born to Be Bad (1950)
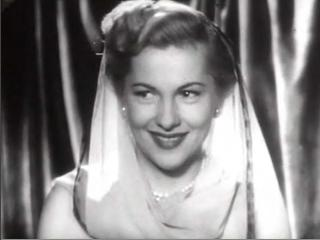
Born to Be Bad
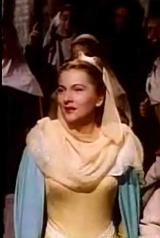
Ivanhoe (1952)
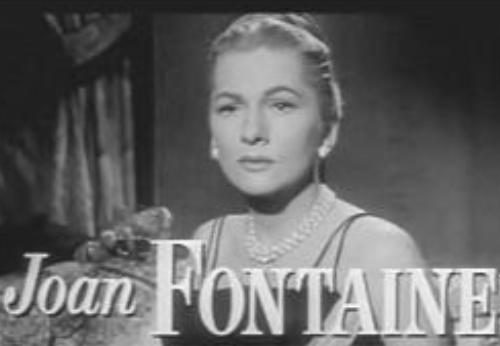
Beyond a Reasonable Doubt (1956)
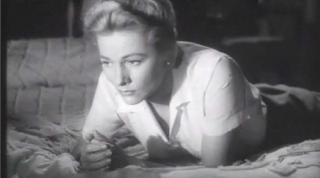
Until They Sail (1957)